# Pedicularis gruina
Pedicularis gruina är en snyltrotsväxtart. Pedicularis gruina ingår i släktet spiror, och familjen snyltrotsväxter.

## Underarter
Arten delas in i följande underarter:
- P. g. gruina
- P. g. pilosa
- P. g. polyphylla